# Haus Catoir
Das Haus Catoir ist ein Bauwerk in Bad Dürkheim. Es steht unter Denkmalschutz und wird als „straßenbildprägend“ eingestuft.

## Lage
Das Gebäude befindet sich in der örtlichen Römerstraße und trägt die Hausnummer 20. Es ist Bestandteil der Denkmalzone Gründungskern.

## Geschichte
Ursprünglich trug das Bauwerk den Namen Leiningen-Falkenburger Hof.
Mittlerweile fungiert das Haus als Kulturzentrum. Daneben ist in ihm die Stadtbücherei untergebracht. Am 4. November 1993 fand im Haus eine Gedächtnisausstellung statt, die unter anderem den Maler August Wilde behandelte.

## Gebäude
Beim Gebäude handelt es sich um einen spätbarockem Putzbau mit Torfahrt, die mit den Jahreszahlen 1781 und 1854 bezeichnet ist; letztere stellt die Reminiszenz an eine erfolgte Renovierung dar. Im Innenhof befinden sich Wandmalereien, die der Maler Werner Holz (1948–1991) anfertigte.

## Museum
Das Gebäude beherbergt das Heimatmuseum. In diesem existiert eine Abteilung, die sich dem Thema Salzgewinnung, die in der Stadt einst große Bedeutung besessen hatte, widmet. Zudem enthält es Gemälde von Fritz Herrfurth und Fotodokumentationen der Ausgrabungen des Heimatforschers Otto Gödel.